# Johanna Malangré
Johanna Malangré (née en 1989 à Cologne) est une cheffe d'orchestre allemande.

## Biographie
Johanna Malangré est diplômée de la classe de direction de Johannes Schläfli à Zurich. Ses professeurs et mentors incluent Bernard Haitink, Paavo Järvi, Nicolas Pasquet et Reinhard Goebel. Elle a été cheffe d'orchestre à l'Académie du Festival de Lucerne et cheffe assistante au Bergische Symphoniker et à l'Orchestre de chambre de Cologne. En 2019, elle a remporté le premier prix du concours MAWOMA, premier concours international de jeunes cheffes d'orchestre, à Vienne en Autriche,.
Elle est cheffe d'orchestre désignée de l'Orchestre de Picardie à Amiens, et elle est également cheffe assistante de l'Orchestre contemporain du Festival de Lucerne. Elle a travaillé avec la Meininger Hofkapelle, l'Orchestre symphonique de Munich, l'Orchestre de l'Opéra royal de Versailles, l'Orchestre du Staatstheater Cottbus, l'Orchestre Lamoureux, l'Orchestre National de Bretagne, l'Orchestre philharmonique de Kiel et l'Orchestre de chambre de Vienne.
Depuis 2019, elle est directrice musicale du Festival Hidalgo pour la jeune musique classique à Munich. L'Orchestre du Festival Hidalgo, qu'elle a fondé, est composé de membres et d'universitaires des principaux orchestres de Munich, dont l'Orchestre d'État de Bavière, l'Orchestre philharmonique de Munich et l'Orchestre symphonique de la radio bavaroise,,.
En 2020, elle est nommée directrice musicale de l'Orchestre de Picardie à compter de 2022.

## Récompenses
- 2019 : Premier prix et prix d'orchestre à la MAWOMA (Music And Women Maestra) Conducting Competition à Vienne[6]

## Source
- (de) Cet article est partiellement ou en totalité issu de l’article de Wikipédia en allemand intitulé « Johanna Malangré » (voir la liste des auteurs).